# Victor Hugo de Azevedo Coutinho
Victor Hugo de Azevedo Coutinho GC C • GO A (Macau, 12 de noviembre de 1871 — Lisboa, 27 de junio de 1955) fue un oficial de la Armada, profesor de la Universidad de Coímbra y de la Escuela Naval y político relacionado con el Partido Democrático que ejerció las funciones de primer ministro de uno de los gobiernos de la Primera República Portuguesa, gobernando entre el 12 de diciembre de 1914 y el 25 de enero de 1915. Compuesto esencialmente por figuras políticas de segunda línea, este gobierno fue jocosamente conocido por los Miserables de Victor Hugo y también por la Bodega de Braga, debido al hecho de que Alexandre Braga formaba parte del gabinete, en un momento en que sus problemas con el alcohol eran bien conocidos.

## Biografía
Nació en la freguesia de São Lourenço de la ciudad de Macau, hijo del general de brigada Manuel de Azevedo Coutinho y de Leonor Stuart Mendonça de Azevedo Coutinho.
Consiguió plaza en la Armada Portuguesa, siendo admitido como aspirante el 5 de noviembre de 1888. Concluidos estudios en la Escuela Naval, fue ascendido a guarda costero en 1892, iniciando una carrera militar naval polivalente que lo llevaría al puesto de «capitán de mar y guerra» en 1929 (2.º teniente en 1893; 1.º teniente en 1899; teniente-capitán en 1914; y capitán de fragata en 1917).
Participó activamente en las campañas de pacificación realizadas por las fuerzas militares portuguesas en Mozambique, integrando las fuerzas que hicieron la Campaña de Lourenço Marques (1894–1895) y la Campaña de Gaza (1897).
Pasó a la reserva el 12 de noviembre de 1933.
Azevedo ocupó los cargos de ministro de Marina en tres ocasiones, entre diciembre de 1914 y enero de 1915; noviembre de 1915 y abril de 1917 y entre febrero de 1922 y julio de 1923.